# Matthew Ngui
Matthew Ngui (* 1962 in Singapur) ist ein singapurisch-australischer Konzeptkünstler.

## Leben und Werk
Matthew Ngui lehrte in Australien an den Kunstschulen der Australian National University, der Curtin University of Technology, der Edith Cowan University und der Nanyang Academy of Fine Arts. In der Schweiz lehrte er an der École cantonale d'art du Valais. Er war 2011 Leiter der 3. Singapore Biennale.
Vorwiegend arbeitet Ngui im Bereich Installation, Video und Performance. Er schafft auch ortsspezifische Arbeiten.
Auf der documenta X zeigte Ngui zwei Arbeiten. An mehreren Stellen im Kulturbahnhof hatte Ngui einen braunen Stuhl aufgestellt. „Doch an einem Durchgang im Erdgeschoß zerfällt der Stuhl in eine an der Wand und auf dem Boden markierte Projektion. Aus dem dreidimensionalen Objekt wird ein weitgehend zweidimensionales Bild. Die Besucher allerdings können, wenn sie sich an den richtigen Punkt stellen, in ihrem Blick das Bild wieder in ein handfest wirkendes Objekt zurückverwandeln.“ Mit Hilfe eines zwei Stockwerke durchlaufenden Röhrensystems konnte bei Ngui auf Englisch oder Chinesisch Essen bestellt werden, das er selbst zubereitete.

„Weil die Kunst stets in ein umfassenderes Spiel verstrickt ist, vermag sie sich auf jene ganz besonderen kleineren, aber dennoch interessanten Bestandteile der Kultur zu konzentrieren (was könnte sich ausserhalb der Kultur befinden?), die oft wegen ihrer Allgegenwärtigkeit übersehen werden. Werden sie zum Gegenstand einer Analyse und visuellen Untersuchung, so sieht man plötzlich, dass sie im Gefüge eine Hauptrolle als ästhetische Ausdrucksform, praktische Lösung oder Repräsentant philosophischer Neigungen spielen.  Sprechen, Streiten, Kochen, Sehen, Erforschen, Ausruhen und Existieren sind der Stoff, aus dem meine Arbeiten sind.“

2007 fand eine Retrospektive im Museum of Contemporary Art Sydney statt, die dem Besucher einen Überblick über zwei Jahrzehnte seines Schaffens verschafft.

## Ausstellungen (Auswahl)
- 1996: Biennale von São Paulo, São Paulo
- 1997: documenta X, Kassel
- 2001: Biennale di Venezia, Venedig
- 2002: Gwangju Biennale, South Korea